# Marques Batista de Abreu
Marques Batista de Abreu (n. 12 martie 1973, Guarulhos, São Paulo, Brazilia) este un fost fotbalist brazilian.
Între 1994 și 2002, Marques a jucat 9 de meciuri pentru echipa națională a Braziliei.

## Statistici
| Brazilia | Brazilia | Brazilia |
| An       | Meciuri  | Goluri   |
| -------- | -------- | -------- |
| 1994     | 1        | 0        |
| 1995     | 0        | 0        |
| 1996     | 0        | 0        |
| 1997     | 0        | 0        |
| 1998     | 0        | 0        |
| 1999     | 0        | 0        |
| 2000     | 5        | 0        |
| 2001     | 0        | 0        |
| 2002     | 3        | 0        |
| Total    | 9        | 0        |